# Oxytropis chiliophylla
Oxytropis chiliophylla är en ärtväxtart som beskrevs av George Bentham. Oxytropis chiliophylla ingår i släktet klovedlar, och familjen ärtväxter. Inga underarter finns listade i Catalogue of Life.